# Campionati del mondo di mountain bike 2007
I Campionati del mondo di mountain bike 2007 (en.: 2007 UCI Mountain Bike & Trials World Championships), diciottesima edizione della competizione, furono disputati a Fort William, in Regno Unito, tra il 2 e il 9 settembre. Furono la prima edizione a svolgersi nel Regno Unito e l'undicesima in Europa.

## Eventi
Si gareggiò in tre discipline della mountain bike, cross country, downhill e four-cross, e nel trial (20 e 26 pollici).

## Medagliere
Medagliere finale
| Pos.   | Nazione       | Oro | Argento | Bronzo | Totale |
| ------ | ------------- | --- | ------- | ------ | ------ |
| 1      | Francia       | 3   | 2       | 2      | 7      |
| 2      | Svizzera      | 2   | 2       | 1      | 5      |
| 3      | Stati Uniti   | 2   | 1       | 2      | 5      |
| 4      | Regno Unito   | 1   | 2       | 2      | 5      |
| 5      | Cina          | 1   | 1       | 1      | 3      |
| 6      | Australia     | 1   | 0       | 1      | 2      |
| 7      | Russia        | 1   | 0       | 0      | 1      |
| 7      | Danimarca     | 1   | 0       | 0      | 1      |
| 7      | Ucraina       | 1   | 0       | 0      | 1      |
| 10     | Polonia       | 0   | 2       | 0      | 2      |
| 11     | Rep. Ceca     | 0   | 1       | 1      | 2      |
| 11     | Paesi Bassi   | 0   | 1       | 1      | 2      |
| 13     | Germania      | 0   | 1       | 0      | 1      |
| 14     | Austria       | 0   | 0       | 1      | 1      |
| 14     | Nuova Zelanda | 0   | 0       | 1      | 1      |
| Totale | Totale        | 13  | 13      | 13     | 39     |

## Sommario degli eventi
| Eventi                       | Oro                                       | Tempo    | Argento                                          | Tempo   | Bronzo                                     | Tempo   |
| Cross country                |                                           |          |                                                  |         |                                            |         |
| Uomini Elite dettagli        | Julien Absalon Francia                    | 2h17'06" | Ralph Näf Svizzera                               | a 25"   | Florian Vogel Svizzera                     | a 54"   |
| Uomini Under-23 dettagli     | Jakob Fuglsang Danimarca                  | 1h54'04" | Nino Schurter Svizzera                           | a 1'43" | Jaroslav Kulhavý Rep. Ceca                 | a 3'20" |
| Uomini Junior dettagli       | Thomas Litscher Svizzera                  | 1h37'06" | Piotr Brzozka Polonia                            | a 27"   | David Fletcher Regno Unito                 | a 40"   |
| Donne Elite dettagli         | Irina Kalent'eva Russia                   | 1h44'08" | Sabine Spitz Germania                            | a 39"   | Wang Jingjing Cina                         | a 1'42" |
| Donne Under-23 dettagli      | Ying Liu Cina                             | 1h45'43" | Ren Chengyuan Cina                               | a 3'31" | Elisabeth Osl Austria                      | a 5'20" |
| Donne Junior dettagli        | Alla Boyko Ucraina                        | 1h24'14" | Jitka Skarnitzlova Rep. Ceca                     | a 28"   | Julie Bresset Francia                      | a 1'35" |
| Team relay                   |                                           |          |                                                  |         |                                            |         |
| Staffetta a squadre dettagli | Svizzera Vogel, Litscher, Henzi, Schurter | 1h33'39" | Polonia Karczynski, Brzozka, Włoszczowska, Batek | a 49"   | Stati Uniti Gould, Gilmour, Schultz, Craig | a 1'09" |
| Downhill                     |                                           |          |                                                  |         |                                            |         |
| Uomini Elite dettagli        | Sam Hill Australia                        | 4'52"01  | Fabien Barel Francia                             | a 0"64  | Gee Atherton Regno Unito                   | a 4"37  |
| Uomini Junior dettagli       | Ruaridh Cunningham Regno Unito            | 5'06"82  | JD Swanguen Stati Uniti                          | a 2"07  | Matt Scoles Nuova Zelanda                  | a 2"45  |
| Donne Elite dettagli         | Sabrina Jonnier Francia                   | 5'28"35  | Rachel Atherton Regno Unito                      | a 4"01  | Tracey Hannah Australia                    | a 11"54 |
| Donne Junior dettagli        | Floriane Pugin Francia                    | 5'50"18  | Katy Curd Regno Unito                            | a 27"12 | Myriam Nicole Francia                      | a 51"30 |
| Four-cross                   |                                           |          |                                                  |         |                                            |         |
| Uomini dettagli              | Brian Lopes Stati Uniti                   |          | Romain Saladini Francia                          |         | Jurg Meijer Paesi Bassi                    |         |
| Donne dettagli               | Jill Kintner Stati Uniti                  |          | Anneke Beerten Paesi Bassi                       |         | Melissa Buhl Stati Uniti                   |         |

| Eventi                     | Oro                                           | Penalità | Argento                                            | Penalità | Bronzo                                             | Penalità |
| Trials                     |                                               |          |                                                    |          |                                                    |          |
| Uomini Elite 26" dettagli  | Vincent Hermance Francia                      | 9 p.ti   | Gilles Coustellier Francia                         | 10       | Kenny Belaey Belgio                                | 12       |
| Uomini Elite 20" dettagli  | Benito Ros Spagna                             | 6 p.ti   | Carles Diaz Spagna                                 | 7        | Daniel Comas Spagna                                | 10       |
| Uomini Junior 26" dettagli | Aurélien Fontenoy Francia                     | 6 p.ti   | Loris Braun Svizzera                               | 17       | Hannes Herrmann Germania                           | 19       |
| Uomini Junior 20" dettagli | Aurélien Fontenoy Francia                     | 10 p.ti  | Eduard Planas Spagna                               | 18       | Kevin Aglae Francia                                | 22       |
| Donne dettagli             | Karin Moor Svizzera                           | 7 p.ti   | Gemma Abant Spagna                                 | 10       | Mireia Abant Spagna                                | 11       |
| Squadre dettagli           | Spagna Ros, Eduard Planas, Comas, Miro, Abant | 387      | Francia Caisso, Aglae, Hermance, Fontenoy, Pesenti | 375      | Germania Hoffmann, Peter, Mhros, Herrmann, Brieden | 337      |